# Axar Patel
Axar Rajeshbhai Patel (* 20. Januar 1994 in Nadiad, Indien) ist ein indischer Cricketspieler, der seit 2014 für die indische Nationalmannschaft spielt.

## Kindheit und Ausbildung
Patel kam erst spät zum Cricket, als er mit 16 Jahren begann, es ernsthaft zu betreiben. Er bevorzugte eine Karriere als Ingenieur, aber sein Vater drängte ihn dazu, ein Trainingscamp zu besuchen.

## Aktive Karriere

### Anfänge in der Nationalmannschaft
Sein Debüt im nationalen Cricket für Gujarat gab er in der Saison 2012/23, sowohl im First-Class-, List-A- und Twenty20-Cricket. Daraufhin war er unter anderem Teil der indischen U23-Mannschaft beim asiatischen Ermerging Teams Cup, mit der er den Titel gewann. Für die Indian Premier League 2013 erhielt er einen Vertrag bei den Mumbai Indians, kam jedoch nicht zum Einsatz. Eine bessere Saison hatte er ein Jahr später, als er für die Kings XI Punjab spielte. Daraufhin wurden die Selektoren des Nationalteams auf ihn aufmerksam. Sein Debüt in der Nationalmannschaft gab er bei der ODI-Serie im Juni 2014 in Bangladesch. Bei der Tour gegen Sri Lanka im November konnte er 3 Wickets für 40 Runs erreichen. Er wurde für den Cricket World Cup 2015 nominiert, kam dort jedoch nicht zum Einsatz. Sein Debüt im Twenty20-Cricket gab er im Sommer 2015 in Simbabwe, wobei ihm 3 Wickets für 17 Runs gelangen und er als Spieler des Spiels ausgezeichnet wurde. Im Oktober folgten in der ODI-Serie gegen Südafrika 3 Wickets für 39 Runs. Er erhielt weiterhin Einsätze im Team, konnte jedoch nur selten Aufmerksamkeit erregen.
Nachdem er im Sommer 2017 Einsätze in der indischen A-Mannschaft hatte, konnte er im August in Sri Lanka 3 Wickets für 34 Runs erreichen. Gegen Australien im Oktober konnte er dann 3 Wickets für 38 Runs in den ODIs erreichen. Kurz darauf verlor er seinen Platz im Team. Ein Jahr später wurde er für den Asia Cup 2018 vorgesehen, musste jedoch nach einer Fingerverletzung abreisen. Nachdem er bei der Ranji Trophy 2019/20 überzeugen konnte, kam er bei der Tour gegen England im Februar 2021, als sich Ravindra Jadeja, mit dem er lange um einen Platz im Nationalteam konkurrierte, verletzte, ins Test-Team. Bei seinem Debüt erreichte er 5 Wickets für 60 Runs. In seinem zweiten Spiel erreichte er insgesamt 11 Wickets (6/38 und 5/32) und wurde dafür als Spieler des Spiels ausgezeichnet. Im letzten Spiel der Serie konnte er dann noch einmal 4 Wickets für 68 Runs im ersten und 5 Wickets für 48 Runs im zweiten Innings erreichen. Damit fand er auch in den anderen Spielformen seine Rückkehr ins Team. Ursprünglich war er auch für den ICC Men’s T20 World Cup 2021 vorgesehen, wurde jedoch kurz vor dem Turnier nur noch als Ersatzspieler geführt und durch Shardul Thakur ersetzt.

### Etablierung im Team
Bei der Tour gegen Neuseeland im November 2021 erzielte er zunächst 3 Wickets für 9 Runs in den Twenty20s, bevor er in der Test-Serie 5 Wickets für 62 Runs und sein erstes internationales Fifty (52 Runs) erreichte. Bei der Tour in den West Indies im Sommer 2022 erzielte er ein Half-Century über 64* Runs in den ODIs und 3 Wickets für 15 Runs in den Twenty20s, wofür er jeweils als Spieler des Spiels ausgezeichnet wurde. Im August erreichte er dann 3 Wickets für 24 in der ODI-Serie in Simbabwe, bevor er in der Twenty20-Serie gegen Australien zwei Mal drei Wickets (3/17 und 3/33) erzielte und dafür als Spieler der Serie ausgezeichnet wurde. Daraufhin wurde er für den ICC Men’s T20 World Cup 2022 nominiert und hatte dort als beste Leistung 2 Wickets für 18 Runs gegen die Niederlande.